# Anthrenini
Anthrenini es una tribu de coleópteros polífagos de la familia Dermestidae.

## Géneros
- Anthrenus
- Dermeanthrenus